# Chìa khoá đổi đời
Chìa khóa đổi đời (tiếng Nhật: 鍵泥棒のメソッド - phiên âm: Kagi Dorobō no Mesoddo; tiếng Anh: The Key of life) là bộ phim điện ảnh thể loại hài của Nhật Bản năm 2012, do Kenji Uchida đạo diễn. Phim công chiếu tại Nhật ngày 15 tháng 9 năm 2012. Ca khúc chủ đề "Tenbyō no Shikumi" (点描のしくみ) được sáng tác và biểu diễn bởi Kazuya Yoshii. Bộ phim được làm lại tại Hàn Quốc năm 2016 với tựa đề Luck key (Xin lỗi anh chỉ là sát thủ); và tại Hồng Kông với tựa đề Endgame (Dòng người tấp nập) do Lưu Đức Hoa đóng chính.

## Nội dung
Kanae Mizushima là một biên tập viên của một tạp chí chuyên đánh giá các loại đồ hiếm và xa xỉ, người đã tuyên bố ý định kết hôn mặc dù chưa tìm được chồng;  Takeshi Sakurai là một diễn viên thất nghiệp và nợ nần chồng chất, người đã cố gắng tự sát không thành;  Junitsu Kondo là một kẻ giết thuê vừa hoàn thành công việc.
Cuội đời của họ giao nhau khi Sakurai và Kondo đến cùng một nhà tắm, thay đồ gần nhau, Sakurai ghen tị với tài sản, trang phục đắt đỏ mà Kondo mang bên mình. Khi Kondo trượt chân trên một thanh xà phòng và đập vào đầu khiến anh bất tỉnh, Sakurai đã đổi chìa khóa tủ và dùng chìa khóa của Kondo để lấy quần áo, chìa khóa xe, ví và giấy tờ tùy thân của Kondo. Sakurai lấy tiền của Kondo để trả nợ cho bản thân, ban đầu anh ta cảm thấy áy náy và muốn trả lại danh tính cho Kondo. Nhưng lòng tham nổi lên, Sakurai từ bỏ ý định này. Trong khi đó, Kondo tỉnh dậy trong bệnh viện và bị mất trí nhớ tạm thời, khi ra khỏi bệnh viện, anh gặp Mizushima rồi họ nhanh chóng trở nên thân thiết. Mizushima táo bạo đề nghị Kondo cầu hôn mình, Kondo miễn cưỡng đồng ý yêu cầu.
Tại căn hộ của Kondo, Sakurai phát hiện ra căn phòng bí mật và biết được Kondo là một sát thủ luôn giữ bí mật danh tính. Một băng đảng Yakuza từng thuê Kondo liên hệ đến và tưởng nhầm Sakurai là Kondo. Băng đảng đề nghị thuê anh ta giết Ayako Inoue -hôn thê của người bị Kondo giết đầu phim- dù chấp nhận công việc nhưng Sakurai không phải sát thủ nên đã cứu Ayako.
Kondo dần lấy lại được ký ức, anh trở về nhà và phát giác được những việc Sakurai đã làm. Kondo tiết lộ rằng mình không hẳn là sát thủ, anh ta nhận việc sau đó giúp các nạn nhân giả chết để bỏ trốn. Hôn phu của Ayako đã trộm tiền của Yakuza, và Kondo cũng giúp người này bỏ trốn và phải để lại số tiền đã trộm.
Nhóm người Kondo, Mizushima, Ayako, Sakurai đến của nhà hôn phu Ayako tìm số tiền bị giấu. Cũng thời điểm này, trùm băng đảng Yakuza là Kudo cũng tìm đến. 

## Phân vai
- Masato Sakai vai Sakurai
- Teruyuki Kagawa vai Kondo
- Ryōko Hirosue vai Kanae
- Yoshiyoshi Arakawa vai Kudō
- Yoko Moriguchi vai Ayako Inoue

## Giải thưởng
- Giải thưởng hàn lâm Nhật Bản  lần thứ 36:
  - Kịch bản hay nhất: Kenji Uchida
  - Nam diễn viên chính xuất sắc nhất: Masato Sakai
  - Nam diễn viên phụ xuất sắc nhất: Teruyuki Kagawa
  - Nữ diễn viên phụ xuất sắc nhất: Ryoko Hirosue

- Liên hoan phim Quốc tế Hawaii lần thứ 32:
  - Best Narrative Feature
- Phim có 3 đề cử tại Liên hoan phim châu Á-Thái Bình Dương:
  - Nam diễn viên xuất sắc (Masato Sakai)
  - Đạo diễn xuất sắc (Kenji Uchida)
  - Nam diễn viên phụ xuất sắc (Teruyu Kagawa).
- Giải thưởng Kinema Junpo  lần thứ 86
  - Kịch bản hay nhất: Kenji Uchida
  - Giải bình chọn của độc giả
  - Giải Đạo diễn do độc giả bình chọn: Kenji Uchida
- Giải Nikkan Sport lần thứ 25
  - Đạo diễn xuất sắc nhất: Kenji Uchida
- Liên hoan phim quốc tế Thượng Hải lần thứ 15[5]:
  - Kịch bản chuyển thể
- Giải Khuyến khích Nghệ thuật của Bộ Giáo dục, Văn hóa, Thể thao, Khoa học và Công nghệ Nhật Bản
  - Kenji Uchida
- Giải Hochi lần 37:
  - Phim hay nhất
- Giải thưởng Điện ảnh Internet Nhật Bản
  - Nữ diễn viên phụ xuất sắc nhất: Ryoko Hirosue.
- Giải Ruy-băng xanh lần thứ 55:
  - Đạo diễn xuất sắc nhất: Kenji Uchida
  - Nữ diễn viên phụ xuất sắc nhất: Ryoko Hirosue
- Liên hoan phim Yokohama lần thứ 34
  - Kịch bản hay nhất: Kenji Uchida
- Giải phê bình phim Nhật Bản lần thứ 22
  - giải tác phẩm xuất sắc nhất